# 药明生物
药明生物技术有限公司（英語：WuXi Biologics (Cayman) Inc., 港交所：2269），是一家中国生物技术公司，董事长是李革，首席执行官是陈智胜。

## 历史
2010年成立于江苏无锡，是药明康德旗下子公司。主要研究生物制剂，在上海、无锡和苏州建有营运基地。2017年6月13日在香港交易所挂牌上市。.